# Arvid Rudling
Arvid Edmund Rudling, född den 27 februari 1856 i Jönköping, död den 7 oktober 1925 i Stockholm, var en svensk militär. Han var son till Arnold Georg Rudling och svärfar till Sture Brück.
Rudling blev underlöjtnant vid Första livgrenadjärregementet 1876 och vid Svea artilleriregemente samma år. Han befordrades till löjtnant 1881 och var lärare vid krigsskolan på Karlberg 1886–1896. Rudling blev kapten vid Svea artilleriregemente 1892 och vid Andra Göta artilleriregemente 1897, major där 1903. Han blev överstelöjtnant vid sistnämnda regemente, som då bytt namn till Smålands artilleriregemente, 1907 och vid Wendes artilleriregemente samma år. Rudling var överste och chef för Norrlands artilleriregemente 1913–1916. Han blev riddare av  Svärdsorden 1896 och kommendör av andra klassen av samma orden 1917. Rudling vilar på Solna kyrkogård.